# Bande L (radio)
Pour les articles homonymes, voir bande L.

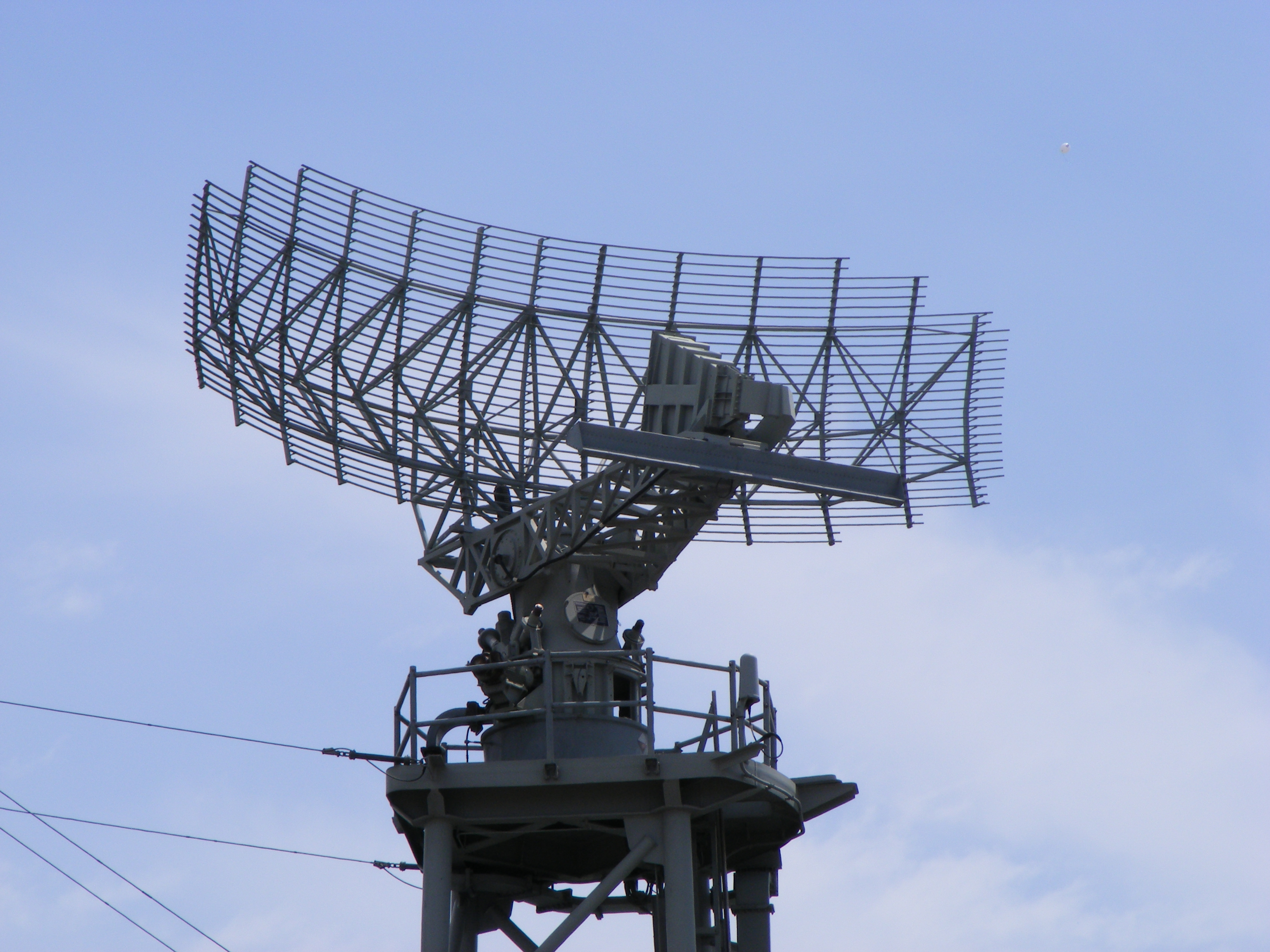
L'antenne radar principale du satellite HMAS Adelaide

La bande L est la partie du spectre électromagnétique définie par les fréquences de 1 à 2 gigahertz ,.
Une partie de cette bande est attribuée aux services de radioastronomie à des fins de recherches spatiales et scientifiques (projet SETI, etc.) ainsi qu'à l'armée (radar en bande L sur certains avions de chasse, exemple : Sukhoi T-50). Les radars bande L sont aussi utilisés en trajectographie et analyse. En France le BEM Monge (bâtiment d'essais et de mesures) possède un radar bande L : Normandie conçu par Thales.

## Description
Cette bande est utilisée par les systèmes de positionnement américain (GPS), européen (Galileo), russe (GLONASS) et chinois (Beidou).
Elle sert également à l'ADS-B, système de surveillance coopératif prenant une place de plus en plus importante dans le contrôle aérien. La partie haute de cette bande de fréquence est utilisée pour la téléphonie mobile (LTE 1800).
Une partie de cette bande (1 452 MHz à 1 492 MHz) est utilisée, sur plusieurs continents (Amérique, Europe...), pour la radio numérique, en normes T-DMB (Digital Multimédia Broadcasting) ou DAB / DAB+, norme susceptible de remplacer la bande FM dans certains pays.

## Radars utilisant la bande L
- Lanza LTR-25